# マッテオ・ガッビア
マッテオ・ガッビア（イタリア語: Matteo Gabbia、1999年10月21日 - ）は、イタリア・ブスト・アルシーツィオ出身のサッカー選手。ACミラン所属。ポジションはDF。

## 経歴

### クラブ
ACミランのユースチームに所属し、2017年5月7日に行われたセリエAのASローマ戦に先立ち、 ヴィンチェンツォ・モンテッラ監督によりトップチームへ初の招集を受けるが、試合への出場はなかった。
2017年8月24日、ヨーロッパリーグ予選のKFシュケンディヤ戦、後半73分にマヌエル・ロカテッリと交代でトップチーム初出場を果たした。
2018年8月31日、セリエCのASルッケーゼ・リベルタス1905にレンタル移籍した。9月16日、セリエCデビューを果たした。11日後の9月27日に、カッラレーゼとの試合で初ゴールを決めた。
2019年6月30日、レンタル期間満了によりACミランへ復帰。2020年1月15日、対S.P.A.L.戦において後半82分、シモン・ケアーと交代によるコッパ・イタリアデビュー。2020年2月17日、トリノ戦において前半44分、負傷したシモン・ケアーと交代、セリエAデビューを果たした。
2020年2月28日、クラブとの契約を2024年6月30日まで延長した。
2022年2月3日、クラブとの契約を2026年6月30日まで延長した。10月25日、UEFAチャンピオンズリーグ 2022-23グループステージ第5節ディナモ・ザグレブ戦において前半39分、サンドロ・トナーリのフリーキックをダイビングヘッドでゴールを決める。これがプロキャリア初ゴール記録となる。
2023年7月26日、ビジャレアルCFに2024年6月30日までのレンタルで移籍したが、2023-24シーズンにおいて多くの負傷者が続出、特に守備の要となる主力CB達が負傷による長期欠場というミランのチーム事情から、2024年1月3日にビジャレアルCFへのレンタル期間を早期に終了することで合意に達した。2024年2月3日、セリエA第23節フロジノーネ・カルチョ戦アウェイにおいて後半72分、オリヴィエ・ジルーの折り返しを頭で合わせてゴールを決め、セリエA初ゴールをマークした。
2024年9月23日、セリエA第5節インテル・ミラノ戦アウェイにおいて後半89分、タイアニ・ラインデルスのFKをヘディングで合わせてシュートし勝ち越しゴールを決める。ミラノダービー6連敗中であったミランに久々の勝利をプレゼントした。2024年11月28日、クラブとの契約を2029年6月30日まで延長した。

## 代表経歴
2014年4月24日に14歳でU-15イタリア代表デビューを果たすと、そのわずか4カ月半後にはU-16同代表に招集された。2015年8月26日U-17同代表、2016年8月11日U-18同代表、同年10月6日U-19同代表、2018年9月6日U-20同代表、2019年9月6日U-21同代表と各年の代表に招集および試合出場を果たし、2024年10月10日UEFAネーションズリーグ2024-25、ベルギー戦にてA代表初招集を受けるも試合出場はなかった。

## エピソード
- セリエAデビュー戦の後日インタビューにてパオロ・マルディーニやチアゴ・シウヴァを目標としていることを明かした[21]。

## 個人成績
2025年5月25日現在
| クラブ              | シーズン | リーグ     | リーグ | リーグ | カップ | カップ | 国際大会 | 国際大会 | その他 | その他 | 通算 | 通算 |
| クラブ              | シーズン | リーグ     | 出場   | 得点   | 出場   | 得点   | 出場     | 得点     | 出場   | 得点   | 出場 | 得点 |
| ------------------- | -------- | ---------- | ------ | ------ | ------ | ------ | -------- | -------- | ------ | ------ | ---- | ---- |
| ミラン              | 2017-18  | セリエA    | 0      | 0      | 0      | 0      | 1        | 0        | ー     | ー     | 1    | 0    |
| ミラン              | 2019-20  | セリエA    | 9      | 0      | 1      | 0      | ー       | ー       | ー     | ー     | 10   | 0    |
| ミラン              | 2020-21  | セリエA    | 8      | 0      | 0      | 0      | 5        | 0        | ー     | ー     | 13   | 0    |
| ミラン              | 2021-22  | セリエA    | 8      | 0      | 2      | 0      | 0        | 0        | ー     | ー     | 10   | 0    |
| ミラン              | 2022-23  | セリエA    | 12     | 0      | 1      | 0      | 4        | 1        | ー     | ー     | 17   | 1    |
| ミラン              | 2023-24  | セリエA    | 18     | 2      | 1      | 0      | 6        | 0        | ー     | ー     | 25   | 2    |
| ミラン              | 2024-25  | セリエA    | 26     | 2      | 4      | 0      | 6        | 0        | ー     | ー     | 36   | 2    |
| ミラン              | 通算     | 通算       | 81     | 4      | 9      | 0      | 22       | 1        | 0      | 0      | 112  | 5    |
| ルッケーゼ (loan)   | 2018-19  | セリエC    | 29     | 1      | 0      | 0      | 0        | 0        | 1      | 0      | 30   | 1    |
| ビジャレアル (loan) | 2023     | プリメーラ | 7      | 0      | 0      | 0      | 6        | 0        | ー     | ー     | 13   | 0    |
| 総通算              | 総通算   | 総通算     | 117    | 5      | 9      | 0      | 28       | 1        | 1      | 0      | 155  | 6    |